# Olympische Winterspiele 1980/Biathlon
Die Biathlonwettbewerbe bei den XIII. Olympischen Winterspielen 1980 wurden im Lake Placid Olympic Sports Complex Cross Country Biathlon Center am Mount Van Hoevenberg ausgetragen.

## Wettbewerbe
Wie bei den Weltmeisterschaften schon seit 1975 wurde neben dem Einzelwettkampf über zwanzig Kilometer und der Staffel über 4-mal 7,5 Kilometer nun auch der Sprint über zehn Kilometer ausgetragen. So fanden bei Olympischen Winterspielen erstmals drei Wettbewerbe im Biathlon statt.

## Bilanz

### Medaillenspiegel
| Platz | Land           | Gold | Silber | Bronze | Gesamt |
| ----- | -------------- | ---- | ------ | ------ | ------ |
| 1     | Sowjetunion    | 2    | 1      | 1      | 4      |
| 2     | DDR            | 1    | 2      | 1      | 4      |
| 3     | BR Deutschland | –    | –      | 1      | 1      |

### Medaillengewinner
| Konkurrenz         | Gold                                                                                                | Silber                                                                      | Bronze                                                                                    |
| ------------------ | --------------------------------------------------------------------------------------------------- | --------------------------------------------------------------------------- | ----------------------------------------------------------------------------------------- |
| Sprint 10 km       | Frank Ullrich                                                                                       | Wladimir Alikin                                                             | Anatoli Aljabjew                                                                          |
| Einzel 20 km       | Anatoli Aljabjew                                                                                    | Frank Ullrich                                                               | Eberhard Rösch                                                                            |
| Staffel 4 × 7,5 km | Sowjetunion 0000Wladimir Alikin 0000Alexander Tichonow 0000Wladimir Barnaschow 0000Anatoli Aljabjew | DDR 0000Mathias Jung 0000Klaus Siebert 0000Frank Ullrich 0000Eberhard Rösch | BR Deutschland 0000Franz Bernreiter 0000Hans Estner 0000Peter Angerer 0000Gerhard Winkler |

## Ergebnisse

### Sprint 10 km
| Platz | Land | Sportler           | Zeit (min) | Fehler  |
| ----- | ---- | ------------------ | ---------- | ------- |
| 1     | DDR  | Frank Ullrich      | 32:10,69   | 2 (0+2) |
| 2     | URS  | Wladimir Alikin    | 32:53,10   | 0 (0+0) |
| 3     | URS  | Anatoli Aljabjew   | 33:09,16   | 1 (0+1) |
| 4     | DDR  | Klaus Siebert      | 33:32,67   | 2 (1+1) |
| 5     | NOR  | Kjell Søbak        | 33:34,64   | 1 (0+1) |
| 6     | TCH  | Petr Zelinka       | 33:45,20   | 1 (0+1) |
| 7     | NOR  | Odd Lirhus         | 34:10,39   | 2 (1+1) |
| 8     | FRG  | Peter Angerer      | 34:13,43   | 4 (2+2) |
| 9     | URS  | Alexander Tichonow | 34:14,88   | 2 (0+2) |
| 10    | FRG  | Gerhard Winkler    | 34:24,16   | 1 (1+0) |
| 11    | AUT  | Franz-Josef Weber  | 34:25,28   | 1 (0+1) |
|       |      |                    |            |         |
| 21    | DDR  | Mathias Jung       | 35:50,36   | 4 (1+3) |
|       |      |                    |            |         |
| 23    | AUT  | Alfred Eder        | 35:58,27   | 4 (0+4) |
|       |      |                    |            |         |
| 27    | FRG  | Fritz Fischer      | 36:29,87   | 4 (2+2) |
| 28    | AUT  | Rudolf Horn        | 36:31,25   | 5 (1+4) |
|       |      |                    |            |         |
| 30    | SUI  | Urs Brechbühl      | 36:32,66   | 4 (2+2) |
|       |      |                    |            |         |
| 32    | SUI  | Roland Burn        | 36:52,35   | 5 (1+4) |
|       | …    |                    |            |         |

Datum: 19. Februar 1980, 9:00 Uhr

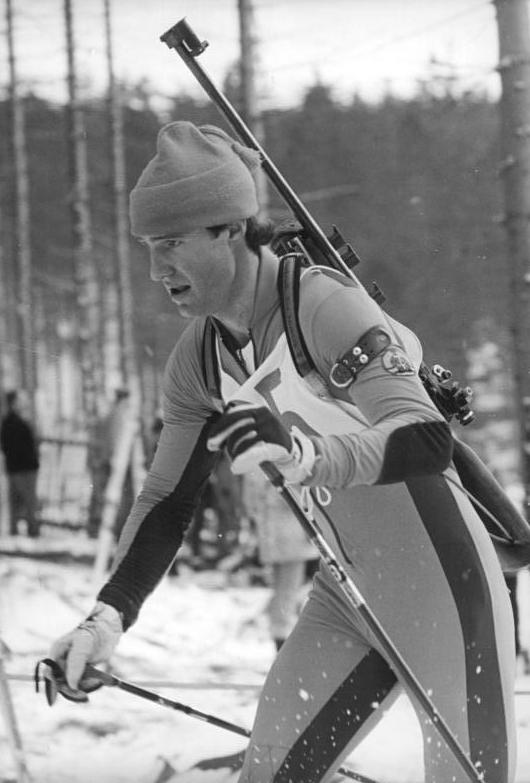
Sprintolympiasieger Frank Ullrich

50 Teilnehmer aus 18 Ländern, davon 49 in der Wertung
Frank Ullrich zeigte die stärkste Laufleistung und so war trotz zweier Schießfehler an seinem Sieg nicht zu rütteln. Während sich bei den Österreichern der anstelle von Siegfried Dockner aufgebotene Franz Weber im Bereich der Weltspitze klassierte, kamen Alfred Eder und Rudolf Horn mit den ungünstigen Windverhältnissen nicht zurecht.

### Einzel 20 km
| Platz | Land | Sportler            | Zeit (h)   | Fehler       |
| ----- | ---- | ------------------- | ---------- | ------------ |
| 1     | URS  | Anatoli Aljabjew    | 1:08:16,31 | 00 (0+0+0+0) |
| 2     | DDR  | Frank Ullrich       | 1:08:27,79 | 03 (1+1+0+1) |
| 3     | DDR  | Eberhard Rösch      | 1:11:11,73 | 02 (2+0+0+0) |
| 4     | NOR  | Svein Engen         | 1:11:30,25 | 03 (0+2+0+1) |
| 5     | FIN  | Erkki Antila        | 1:11:33,32 | 04 (0+2+1+1) |
| 6     | FRA  | Yvon Mougel         | 1:11:33,60 | 03 (1+0+1+1) |
| 7     | URS  | Wladimir Barnaschow | 1:11:49,49 | 04 (2+0+2+0) |
| 8     | URS  | Wladimir Alikin     | 1:12:05,30 | 06 (1+3+2+0) |
| 9     | FRA  | André Geourjon      | 1:12:53,37 | 02 (0+1+0+1) |
| 10    | ITA  | Arduino Tiraboschi  | 1:13:06,05 | 02 (1+1+0+0) |
|       |      |                     |            |              |
| 15    | DDR  | Klaus Siebert       | 1:13:48,71 | 06 (2+0+0+4) |
|       |      |                     |            |              |
| 17    | AUT  | Siegfried Dockner   | 1:14:35,28 | 04 (0+3+0+1) |
|       |      |                     |            |              |
| 24    | AUT  | Alfred Eder         | 1:15:44,28 | 04 (2+2+0+0) |
|       |      |                     |            |              |
| 26    | AUT  | Rudolf Horn         | 1:16:03,83 | 06 (0+3+1+2) |
| 27    | FRG  | Peter Angerer       | 1:16:07,60 | 08 (3+2+1+2) |
|       |      |                     |            |              |
| 29    | FRG  | Alois Kanamüller    | 1:17:34,80 | 06 (2+3+0+1) |
| 30    | FRG  | Gerhard Winkler     | 1:17:48,57 | 07 (3+0+2+2) |
|       |      |                     |            |              |
| 34    | SUI  | Urs Brechbühl       | 1:19:59,13 | 08 (1+2+0+5) |
|       |      |                     |            |              |
| 37    | SUI  | Roland Burn         | 1:21:12,97 | 11 (0+4+1+6) |
|       | …    |                     |            |              |

Datum: 16. Februar 1980, 9:00 Uhr
49 Teilnehmer aus 18 Ländern, davon 47 in der Wertung.
Das Schießen war von einem heftigen Seitenwind beeinflusst; Opfer wurden der amtierende Weltmeister Klaus Siebert (DDR) sowie die Ex-Weltmeister Odd Lirhus (NOR) und Heikki Ikola (FIN). Anatoli Aljabjew konnte im letzten Schießen die beiden DDR-Athleten Frank Ullrich und Eberhard Rösch noch abfangen. Die DDR-Mannschaftsleitung legte Protest ein für Silbermedaillengewinner Frank Ullrich mit der Begründung, Ullrich habe nur 2 und nicht 3 Schießfehler begangen. Doch der Protest wurde abgelehnt

### Staffel 4 × 7,5 km
| Platz | Land Sportler                                                                                       | Zeit                                                             | Strafrunden + Nachlader                            |
| ----- | --------------------------------------------------------------------------------------------------- | ---------------------------------------------------------------- | -------------------------------------------------- |
| 01    | Sowjetunion 0000Wladimir Alikin 0000Alexander Tichonow 0000Wladimir Barnaschow 0000Anatoli Aljabjew | 1:34:03,27 h 22:40,71 min 23:44,60 min 23:48,36 min 23:49,60 min | 0+4 / 0+8 0+1 / 0+1 0+0 / 0+3 0+3 / 0+1            |
| 02    | DDR 0000Mathias Jung 0000Klaus Siebert 0000Frank Ullrich 0000Eberhard Rösch                         | 1:34:56,99 h 23:03,85 min 24:47,64 min 23:01,26 min 24:04,24 min | 1+6 / 2+12 0+0 / 0+3 1+3 / 1+3 0+1 / 0+3 0+2 / 1+3 |
| 03    | BR Deutschland 0000Franz Bernreiter 0000Hans Estner 0000Peter Angerer 0000Gerhard Winkler           | 1:37:30,26 h 24:53,58 min 24:31,97 min 23:31,20 min 24:33,51 min | 0+4 / 2+11 0+0 / 2+3 0+1 / 0+3 0+2 / 0+2 0+1 / 0+3 |
| 04    | Norwegen 0000Svein Engen 0000Kjell Søbak 0000Odd Lirhus 0000Sigleif Johansen                        | 1:38:11,76 h 24:52,10 min 24:03,15 min 24:08,66 min 25:07,85 min | 0+7 / 3+10 0+2 / 1+3 0+2 / 0+3 0+0 / 2+3 0+3 / 0+1 |
| 05    | Frankreich 0000Yvon Mougel 0000Denis Sandona 0000André Geourjon 0000Christian Poirot                | 1:38:23,36 h 23:30,07 min 25:14,71 min 24:44,46 min 24:54,12 min | 0+5 / 0+10 0+0 / 0+2 0+2 / 0+3 0+2 / 0+2 0+1 / 0+3 |
| 06    | Österreich 0000Rudolf Horn 0000Franz-Josef Weber 0000Josef Koll 0000Alfred Eder                     | 1:38:32,02 h 23:59,95 min 25:56,99 min 24:37,12 min 23:57,96 min | 0+3 / 4+8 0+2 / 0+3 0+0 / 4+3 0+1 / 0+1 0+0 / 0+1  |
| 07    | Finnland 0000Keijo Kuntola 0000Erkki Antila 0000Kari Saarela 0000Raimo Seppänen                     | 1:38:50,84 h 24:18,98 min 25:04,17 min 24:14,45 min 25:13,24 min | 0+5 / 6+10 0+1 / 1+3 0+2 / 3+3 0+2 / 0+1 0+0 / 2+3 |
| 08    | USA 0000Martin Hagen 0000Lyle Nelson 0000Donald Nielsen jr. 0000Peter Hoag jr.                      | 1:39:24,29 h 24:25,46 min 24:43,61 min 24:31,29 min 25:43,93 min | 0+5 / 0+8 0+1 / 0+2 0+2 / 0+3 0+1 / 0+1 0+1 / 0+2  |
| 09    | Italien 0000Arduino Tiraboschi 0000Adriano Darioli 0000Celestino Midali 0000Luigi Weiss             | 1:40:20,7 h k. A. k. A. k. A. k. A.                              | 2+8 / 0+7 0+1 / 0+2 1+3 / 0+1 1+3 / 0+2            |
| 10    | Schweden 0000Sven Fahlen 0000Per Andersson 0000Sören Wikström 0000Ronnie Adolfsson                  | 1:40:44,6 h k. A. k. A. k. A. k. A.                              | 0+7 / 6+9 0+3 / 3+3 0+0 / 1+3 0+2 / 0+0 0+2 / 2+3  |
|       | …                                                                                                   |                                                                  |                                                    |

Datum: 22. Februar 1980, 9:00 Uhr
15 Staffeln am Start, davon 14 in der Wertung
Österreich lag nach der ersten Übergabe auf Rang 4, doch vier Fehlschüsse von Franz-Josef Weber brachten einen Rückfall auf Rang 9, den erst die weiteren Läufer noch versöhnlich begradigen konnten, womit das anfangs gesteckte Ziel erreicht wurde. Die URS war dank ihrer Schussleistung (kein Fehlschuss) überragend. Rang 3 für die FRG kam überraschend, denn Bernreiter hatte nicht gut begonnen, aber seine Kameraden machten dies wett. Frankreich kam zwar hinter Österreich ins Ziel, erhielt aber eine Zeitgutschrift wegen irrtümlicher Fehlschüsse.